# Paulinus van Aquilea
Paulinus van Aquileia (geboren tussen 730 en 740 in Premariacco - overleden in 802 in Cividale) was een Karolingische theoloog, Italiaans dichter en was bisschop van Aquileia. Door historici ook genoemd Paulinus II van Aquileia, om te onderscheiden van een andere patriarch Paulinus van Aquileia die leefde 200 jaar eerder, voor de invasie der Longobarden. 
Hij behoorde tot de elite die de Karolingische renaissance uitbouwde ten tijde van Karel de Grote.

## Biografie
Hij werd geboren in de Italiaanse streek van Udina, in Premariacco. Mogelijks is zijn familie van Longobardische origine. Hij volgde scholing in Cividale in Friulië en legde zich toe in Latijnse taal, theologie en rechtsgeleerdheid. Na zijn priesterwijding werd hij schoolhoofd in Cividale. In 776 benoemde Karel de Grote hem tot leraar in de paleisschool van Aken, onder leiding van Alcuinus (tot 786). Paulinus werd er magister grammaticus. Hij trad toe tot een groep van hofgeleerden in dienst van Karel de Grote. Zo werkte hij er samen met Theodulf van Orléans en Paulus Diaconus aan de Karolingische renaissance. Hij schreef mee aan de Libri Carolini, een theologisch geschrift. Paulinus beschreef Karel de Grote als rex et sacerdos (koning en priester).
Uit tevredenheid voor zijn dienstverlenging aan het Karolingische Rijk benoemde Karel de Grote hem tot bisschop-patriarch van Aquileia. Paulinus beleefde de moeilijke overgang van Noord-Italië na de afzetting van de laatste Longobardische koning Desiderius en de toenemende Frankische staatsinrichting als gevolg. Als bisschop nam Paulinus deel aan het concilie van Regensburg (792) en de synode van Frankfurt (794). Hij schreef geschriften tegen de ketterij der adoptianisten, die vanuit Spanje noordwaarts optrok over de Pyreneeën dieper in het Karolingische Rijk.
Terug in Italië ontmoette Paulinus de Karolinger Pepijn van Italië die ten strijde trok tegen de Avaren, wat Paulinus ondersteunde in naam van de kerstening van de Avaren.
In 798 zond Karel de Grote Paulinus en andere bisschoppen als missi dominici naar Pistoia en later naar Rome.  
In 802 stierf Paulinus in Cividale. Kort nadien werd hij heilig verklaard.